# Zabijaka (Białoruś)
Zabijaka (biał. Забіяка; ros. Забияка, Zabijaka) – osiedle na Białorusi, znajdujące się w obwodzie homelskim, w rejonie homelskim, w sielsowiecie Krasnaje.